# Luzius Rüedi
Luzius Rüedi (Thusis, 12 giugno 1900 – Zurigo, 19 luglio 1993) è stato un hockeista su ghiaccio svizzero.

## Palmarès

### Olimpiadi invernali
- Bronzo a Sankt Moritz 1928 nell'hockey su ghiaccio.